# Крісса
Крісса (дав.-гр. Κρίσσα) або Кріса (Κρῖσα) — місто в стародавній Фокіді. Крісса вважалася одним з найдавніших міст Греції. Він був розташований усередині країни трохи на південний захід від Дельф, на південному кінці виступаючого відрогу гори Парнас. Місто згадується в Каталозі кораблів в «Іліаді» як «божественна Крісса» (Κρῖσα ζαθέη). Згідно з гомерівським гімном Аполлону, він був заснований колонією критян, яких привів до цього місця сам Аполлон, і яких бог обрав своїм жерцем у святилищі, яке він мав намір заснувати в Пітоні. У цьому гімні Крісса описана як розташована під Парнасом, де не котилися колісниці і не було чутно тупотіння коней, що підходить до місця Крісси на скелях. Подібним чином Нонн, дотримуючись опису стародавніх епічних поетів, говорить про Кріссу як про оточене скелями. Більше того, твердження Піндара про те, що дорога до Дельфи з іподрому на узбережжі вела через Кріссейський пагорб, тому не залишає сумнівів у справжньому положенні Крісси, оскільки дорога з рівнини до Дельфів повинна проходити повз виступаючий відрог Парнасу, на якому стоїть сучасне село Хрісо. У гомерівському гімні Аполлону Крісса постає як могутнє місце, що володіє своєю територією багатою рівниною, тягнеться до моря, а також прилеглим святилищем самого Піфона, яке ще не стало окремим містом. Насправді Крісса в цьому гімні ототожнюється до Дельфи. Навіть у Піндарі ім'я Крісса вживається як синонім Дельфі, так само як Піза зустрічається у поетів як еквівалент Олімпії. Вважається, що Метапонцій у Великій Греції (сучасна Італія) був колонією Крісса.
Поблизу міста Крісса, але створений пізніше, був морський порт під назвою Кірра . З часом портове місто Кірра збільшилося за рахунок Крісса; а святилище Піфона переросло в місто Дельфи, яке заявило на незалежність від Крісси. Таким чином, Крісса занепала, а значення Кірри і Дельфи. Кірра була зруйнована під час Першої Священної війни ; але доля Крісса невідома. Ймовірно, що Крісса занепала перед цією війною, і що одні з її мешканців оселилися в Дельфах, а інші в Кіррі.
Між Кріссою і Кіррою була родюча рівнина, обмежена на півночі горою Парнас, на сході — горою Кірфі, а на заході — горами Озолійських локрів . На західній стороні воно простягалося аж на північ до Амфісси, яка була розташована на початку цієї частини рівнини. Цю рівнину, розташовану між Кріссою і Кіррою, можна було б назвати або Кріссейською, або Кіррійською, та іноді її так позначають античні письменники; але, власне кажучи, здається, що існувала відмінність між двома рівнинами. Кіррійська рівнина — це невелика рівнина поблизу міста Кірра, що простягається від моря аж до сучасного села Ксеропедо, де її відокремлено двома виступаючими скелями від більшої та родючішої Крісської рівнини, яка простягається аж до Крісса та Амфісса. Невелика кіррійська рівнина на узбережжі була присвячена Аполлону після знищення Кірри. Назва Крисської рівнини в її більш розширеному значенні може включати Кіррійську, так що останню можна вважати частиною першої. Межі землі, присвяченої богу, були нанесені на одну зі стін Дельфійського храму.
Стародавнє місто Крісса дало назву затоці, над якою воно стояло; і назва поширилася від цієї затоки до всієї Коринфської затоки, яку в найдавніші часи називали Крісською. Згодом Кірра був побудований на чолі затоки і перетворився на місто з порту Крісса. Оригінальне місто побудоване на висоті на деякій відстані від моря, аби забезпечити захист від ворогів, особливо з моря; але з часом, коли власність стала у безпеці, а саме місто зросло до влади, друге місце з'являється на тій частині узбережжя, яка раніше служила портом внутрішнього міста. Це, безсумнівно, було походженням Цирри, яка була розташована в гирлі річки Плейст і біля підніжжя гори Кірфіс.
Станом на середину 19 століття стародавні руїни Крісси все ще можна було побачити на невеликій відстані від сучасного села Хрісо, що оточує церкву Сорока Святих. Вони складаються з дуже давніх полігональних стін, які досі досягають 10 футів(3 м)у деяких частина і досягає 18 футів(5,5 м) з північної сторони і 12 футів(3,7 м) на західному.